# Pantera (singolo)
Pantera è un singolo della cantante brasiliana Anitta, pubblicato il 23 ottobre 2019 come terzo estratto dalla colonna sonora del film Charlie's Angels.